# Lady's Island Lake SPA
Lady's Island Lake SPA este o arie protejată (arie de protecție specială avifaunistică — SPA) din Irlanda întinsă pe o suprafață de 478,6 ha, integral pe uscat.

## Localizare
Centrul sitului Lady's Island Lake SPA este situat la coordonatele 52°11′43″N 6°23′32″W / 52.195342°N 6.392308°V.

## Înființare
Situl Lady's Island Lake SPA a fost declarat arie de protecție specială avifaunistică în februarie 1986 pentru a proteja 32 de specii de animale.

## Biodiversitate
Situată în ecoregiunea atlantică, aria protejată nu include niciun habitat protejat.
La baza desemnării sitului se află mai multe specii protejate de  păsări (32): rață sulițar (Anas acuta), rață lingurar (Anas clypeata), rață pitică (Anas crecca), rață fluierătoare (Anas penelope), rață cârâitoare (Anas querquedula), rață pestriță (Anas strepera), rață-cu-cap-castaniu (Aythya ferina), rața moțată (Aythya fuligula), Aythya marila, fugaci roșcat (Calidris ferruginea), fugaci mic (Calidris minuta), erete de stuf (Circus aeruginosus), lebădă de iarnă (Cygnus cygnus), lișiță (Fulica atra), scoicar (Haematopus ostralegus), pescăruș-cu-cap-negru (Larus melanocephalus), pescăruș râzător (Larus ridibundus), sitar de mâl (Limosa limosa), Mergus serrator, culic mare (Numenius arquata), bătăuș (Philomachus pugnax), ploier auriu (Pluvialis apricaria), Sterna dougallii, chiră de baltă (Sterna hirundo), Sterna paradisaea, chiră de mare (Sterna sandvicensis), fluierar negru (Tringa erythropus), fluierar de mlaștină (Tringa glareola), fluierar cu picioare verzi (Tringa nebularia), fluierarul de zăvoi (Tringa ochropus), fluierarul cu picioare roșii (Tringa totanus), nagâț (Vanellus vanellus).
Pe lângă speciile protejate, pe teritoriul sitului au mai fost identificate 2 specii de plante, 1 specie de păsări.